# Koni-Djodjo
Koni-Djodjo è un centro abitato delle Comore, situato sull'isola Anjouan.